# إفلين هال
إفلين هال (بالإنجليزية: Evelyne Hall) هي منافسة ألعاب القوى أمريكية، ولدت في 10 سبتمبر 1909 في منيابولس في الولايات المتحدة، وتوفيت في 20 أبريل 1993 في أوسيانسيدي في الولايات المتحدة.

## وصلات خارجية
- إفلين هال على موقع الاتحاد الأمريكي لسباقات المضمار والميدان، قاعة المشاهير (الإنجليزية)
- إفلين هال على موقع أوليمبيديا (الإنجليزية)